# سی‌ای‌پی-۴ پولیستین‌ها
سی‌ای‌پی-۴ پولیستین‌ها (به انگلیسی: CAP-4_Paulistinha) یک هواگرد ملخ‌پیشین تک‌موتوره از نوع هواگرد آموزشی ساخت شرکت EAY, CAP است. هواگرد سی‌ای‌پی-۴ پولیستین‌ها نخستین پروازش را در ۱۹۳۵ میلادی انجام داد. در مجموع، تعداد ca. 840 فروند از این هواگرد ساخته شده‌است.